# Athos Tanzini
Athos Tanzini, född 30 januari 1913 i Livorno, död 28 september 2008 i Malindi, var en italiensk fäktare.
Tanzini blev olympisk silvermedaljör i sabel vid sommarspelen 1936 i Berlin.